# Epidermis
De epidermis is  de buitenste huidlaag of opperhuid. Het woord werd in de 17e eeuw afgeleid van het Griekse ἐπιδερμίς epidermís (opperhuid) van ἐπί epí (op) en δέρμα derma (huid).

## Planten

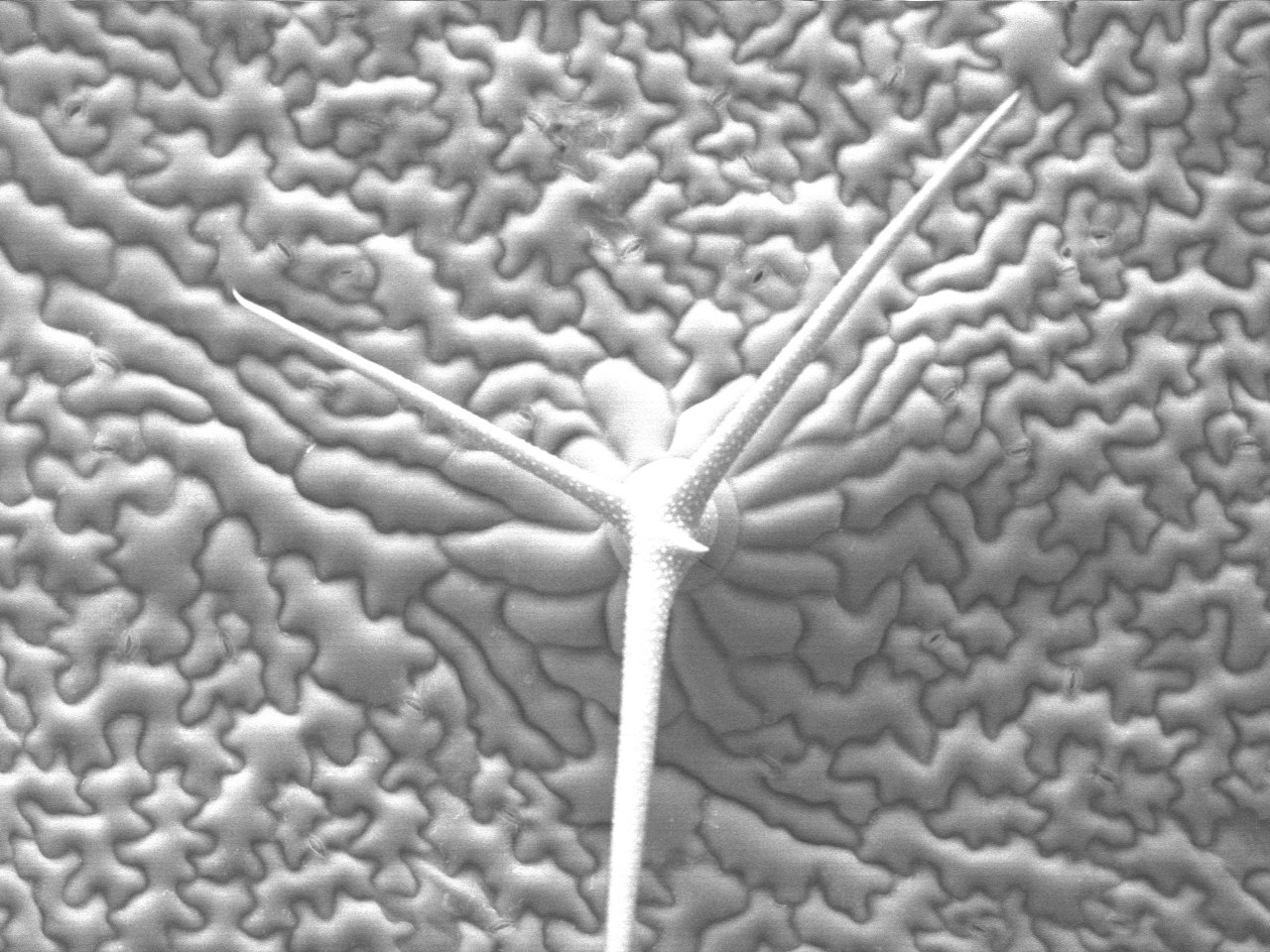
Epidermis van zandraket

De epidermis bij planten (vaatplanten en mossen) is de slechts een cellaag dikke opperhuid van de wortel, van de stengel en van het blad. Ook de jongere gedeeltes van de plant zijn bedekt met epidermis. De bovengrondse delen van de plant hebben een epidermis die is voorzien van een cuticula, een vettig waslaagje. 
Bij mossen is een epidermis met cuticula en huidmondjes alleen aanwezig bij de (diploïde) sporofyt: het sporenkapsel en de kapselsteel, maar niet bij de (haploïde) gametofyt: de mosplant. 
Ook bij varens is de (haploïde) gametofyt of voorkiem niet voorzien van een epidermis en cuticula, waardoor varens zich bij voorkeur ontwikkelen onder vochtige omstandigheden. 
De epidermis van de stengel en bladen beschermt planten tegen uitdroging en infecties. Het oppervlak van de epidermis bedekt met een cuticula, een voor water ondoordringbare waslaag. Bij vele soorten groeien epidermiscellen uit tot haren (trichomen) of klierharen, die de plant nog verder beschermen tegen uitdroging, straling of vraat. De epidermis heeft geen intercellulaire ruimten.
Bij de wortel worden in de rhizodermis (vergelijkbaar met de epidermis van de andere plantendelen) twee celtypes onderscheiden: atrichoblasten (niet-haarcellen) en trichoblasten (haarcellen) die door uitgroeien het contactoppervlak met de bodem drastisch vergroten (de zgn. wortelharen).

Epidermis
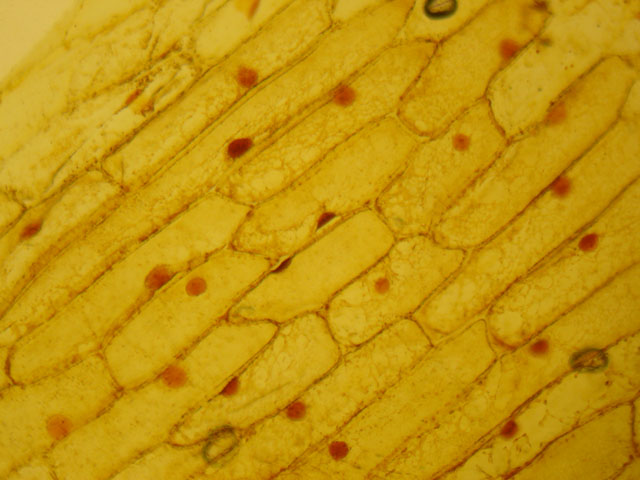
Microscopisch beeld van de epidermis van de ui
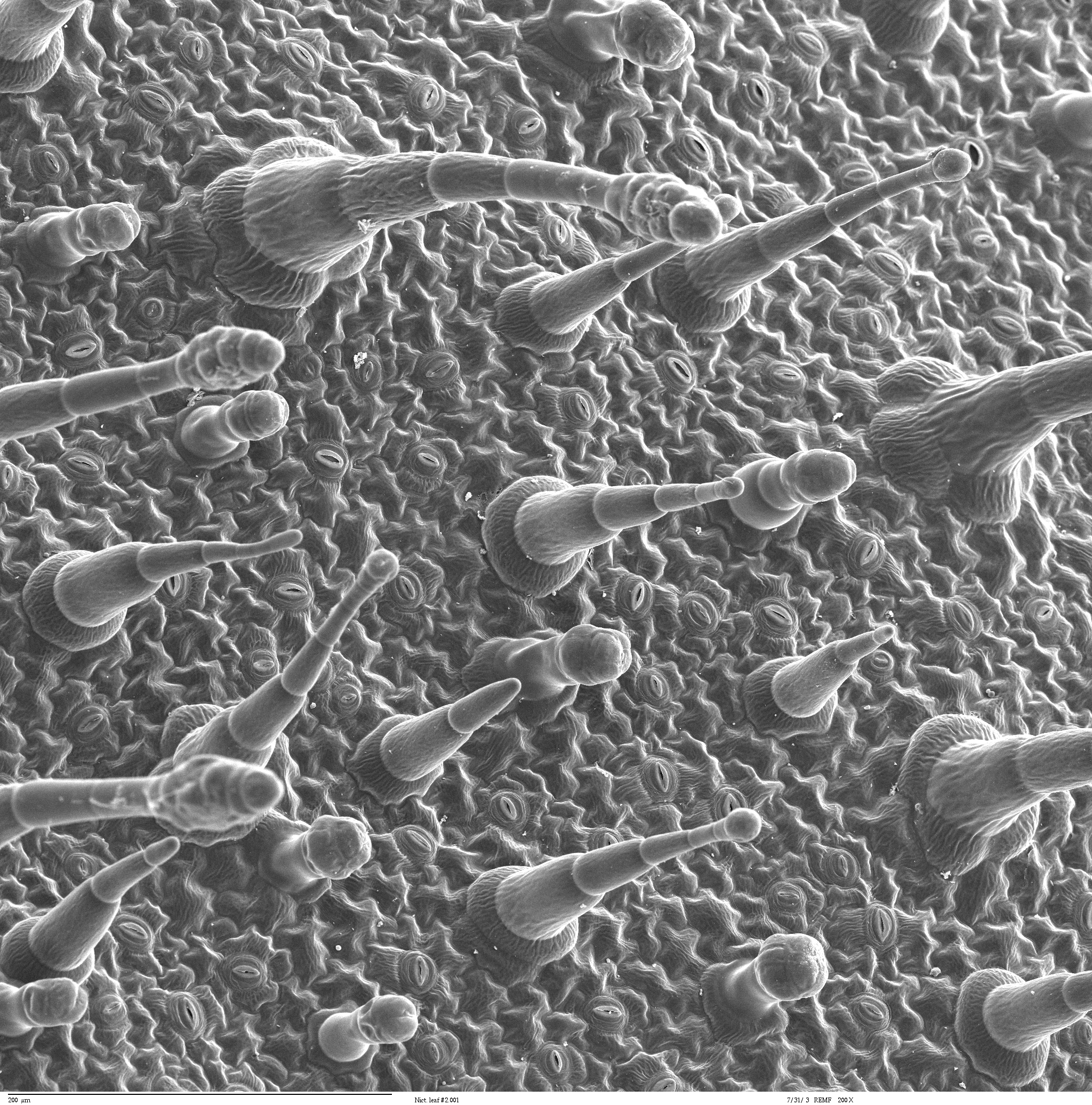
elektronenmicroscopisch aanzicht van het bladoppervlak van siertabak, met haren en huidmondjes
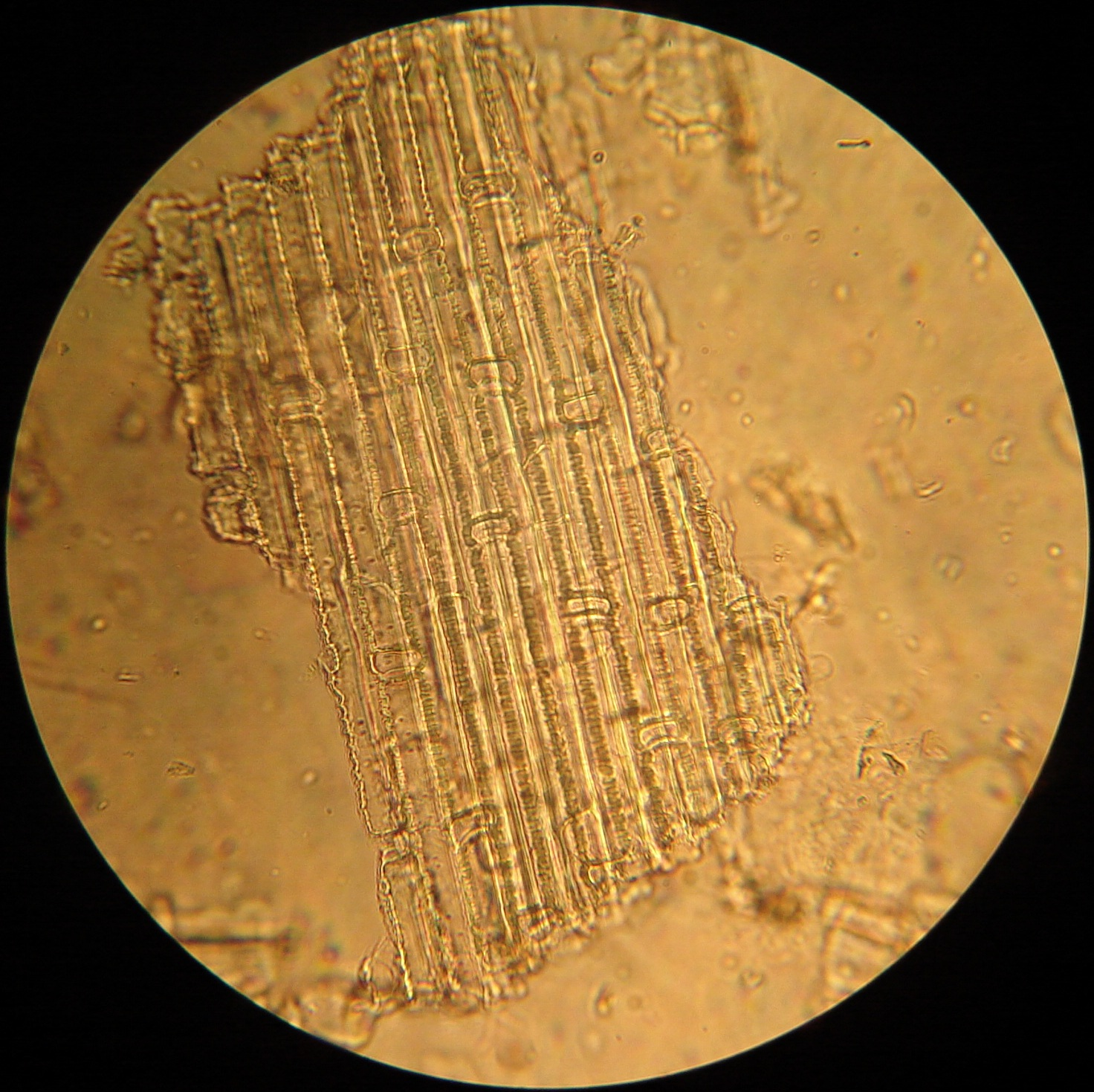
Epidermis van kweek
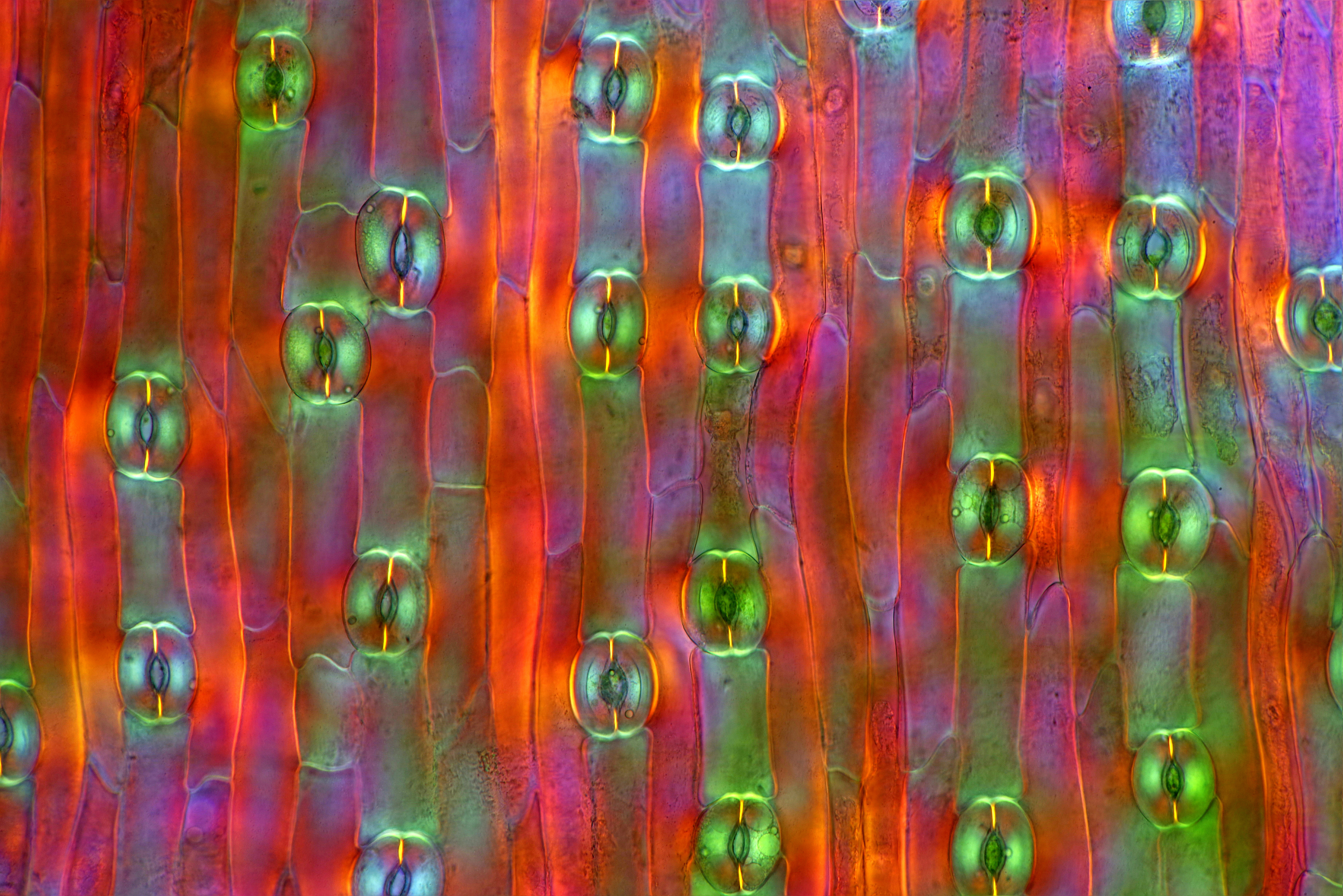
Epidermis met huidmondjes van tulpenblad

## Dieren

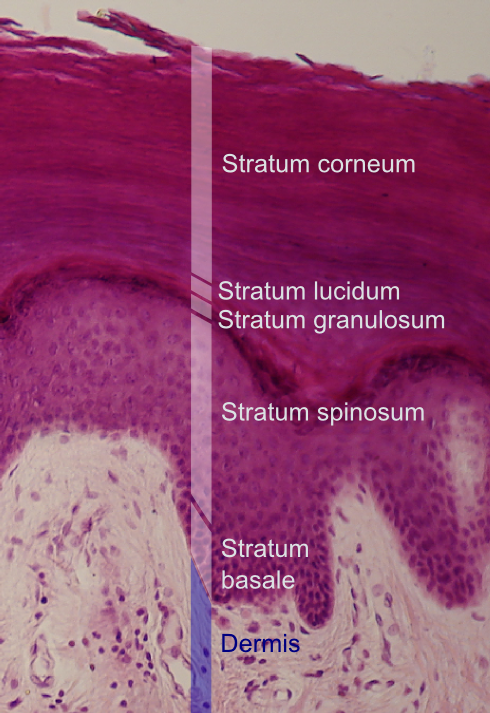
histologische coupe van de epidermis (in donkerpaars) bestaand uit vijf lagen met daaronder de dermis (lichtroze)

### Gewervelde dieren
Bij de gewervelde dieren zoals de mens, is de epidermis de buitenste laag van de huid die samen met het onderliggende dermis beschermt tegen uitdroging en mechanische stress en dient als eerste barrière tegen ziekteverwekkers.
De epidermis bestaat uit vier soorten epitheelcellen: keratinocyten, en in mindere mate melanocyten (pigmentcellen), Langerhanscellen en Merkelcellen. De huid-adnexen haar, talgklieren, zweetklieren en nagels zijn afgeleiden van de opperhuid (epidermisderivaten). De epidermis bestaat uit vijf lagen van verschillende huidcellen, van buiten naar binnen:
- het stratum corneum of de hoornlaag is de bovenste laag met 20 tot 30 cellagen die bestaan uit keratine en hoornachtige schubben. De lagen zijn gevormd door dode keratinocyten, bekend als plaveiselcellen. Deze laag varieert het meest in dikte, vooral bij eelthuid. Binnen deze laag scheiden de dode keratinocyten defensinen af die deel uitmaken van de eerste immuunafweer van het lichaam.
- stratum lucidum of heldere laag bestaat uit 2 tot 3 cellagen, aanwezig in de dikkere huid in de handpalmen en voetzolen. De laag is een dunne, heldere laag bestaande uit eleidine, een transformatieproduct van keratohyaline
- stratum granulosum of korrellaag bestaat uit cellen waarvan het cytoplasma korrels bevat. Dit zijn ruitvormige cellen met korrels van keratohyaline en lamellaire korrels. Keratohyalinekorrels bevatten pro-filaggrinen die uiteindelijk aggregeren, verknopen en bundels filaggrine vormen. De lamellaire korrels bevatten glycolipiden die naar het oppervlak van de cellen worden uitgescheiden en als lijm functioneren, waardoor de cellen aan elkaar blijven kleven. Celkernen zijn vaak afwezig. Dit is de eerste levende cellaag in de epidermis die van buitenaf te vinden is.
- stratum spinosum of stekelcellenlaag heeft 8 tot 10 cellagen die onregelmatige, veelvlakkige cellen met cytoplasmatische uitsteeksels bevatten, ook wel 'stekels' genoemd, die zich naar buiten uitstrekken en via desmosomen contact maken met naburige cellen. In deze laag bevinden zich dendritische cellen. Er bevinden zich ook melanosomen die gevuld zijn met melanine. Melanosomen ontstaan niet in keratinocyten, maar in melanocyten die zich tussen de keratinocyten in het stratum spinosum bevinden. Deze stekelcellenlaag bevat ook Langerhanscellen.
- stratum basale, stratum germinativum of basale cellaag is de diepste laag van de epidermis en is samengesteld uit hoekige of cilindrische unipotente stamcellen, gescheiden van de onderliggende dermis door een basaal membraan. Na deling van deze cellen, ontstaat er een unipotente stamcel en een cel die voorbestemd is om te migreren naar het stratum spinosum en daar te differentiëren. De laag bestaat uit een enkele rij cellen die zich parallel aan het oppervlak vermenigvuldigen. Deze cellen zijn met elkaar verbonden door desmosomen en met het basaal membraan door hemidesmosomen. Het cytoplasma bevat melanine dat afkomstig is van de omringende melanocyten. De basale cellaag wordt ook wel de kiemlaag of moederlaag genoemd. Van hieruit worden door celdeling de afgestorven opperhuidcellen vervangen.[2]

Tussen de heldere laag en de korrellaag bevindt zich de Reinse barrière, een membraan dat de vochtigheidsgraad van de huid regelt.

### Ongewervelde dieren
Bij de ongewervelde dieren bestaat de epidermis uit één enkele cellaag van epitheelcellen.